# Puchar Niemiec w piłce ręcznej mężczyzn (2011/2012)
Puchar Niemiec piłkarzy ręcznych 2011/2012 - 37. sezon rozgrywek o Puchar Niemiec (DHB-Pokal) w piłce ręcznej mężczyzn. Final four odbył się w dniach 7 - 6 maja 2011 roku w Hamburgu, w O2 World Hamburg, z udziałem 4 najlepszych niemieckich drużyn. Zdobywca pucharu okazała się drużyna THW Kiel.
W 1. i 2. rundzie rywalizowały ze sobą drużyny z Regionalligi i 2. Bundesligi, podzielonej na Północ i Południe. Zwycięzcy awansowali do 3. rundy, od której rozgrywki zaczynał drużyny z Bundesligi.

## 1/8 finału
| Drużyna 1           | Wynik | Drużyna 2                |
| ------------------- | ----- | ------------------------ |
| TV Bittenfeld       | 27:29 | EHV Aue                  |
| SG Leutershausen    | 26:33 | TuS Nettelstedt-Lübbecke |
| HSG Nordhorn-Lingen | 25:28 | VfL Gummersbach          |
| VfL Bad Schwartau   | 22:35 | SG Flensburg-Handewitt   |
| TSG Friesenheim     | 25:34 | TSV Hannover-Burgdorf    |
| TV 1893 Neuhausen   | 32:30 | Frisch Auf Göppingen     |
| Rhein-Neckar Löwen  | 32:33 | HSV Hamburg              |
| Füchse Berlin       | 28:39 | THW Kiel                 |

## 1/4 finału
| Drużyna 1                | Wynik | Drużyna 2         |
| ------------------------ | ----- | ----------------- |
| TuS Nettelstedt-Lübbecke | 28:25 | VfL Gummersbach   |
| SG Flensburg-Handewitt   | 28:22 | TV 1893 Neuhausen |
| TSV Hannover-Burgdorf    | 29:34 | THW Kiel          |
| EHV Aue                  | 27:36 | HSV Hamburg       |

## Final Four
|  |                          |                          |                        |                        |    |          |          |       |
|  | Półfinały                | Półfinały                | Półfinały              |                        |    | Finał    | Finał    | Finał |
|  | Półfinały                | Półfinały                | Półfinały              |                        |    | Finał    | Finał    | Finał |
|  |                          |                          |                        |                        |    |          |          |       |
|  |                          |                          |                        |                        |    |          |          |       |
|  | HSV Hamburg              | HSV Hamburg              | 25                     |                        |    |          |          |       |
|  | HSV Hamburg              | HSV Hamburg              | 25                     |                        |    |          |          |       |
|  | THW Kiel                 | THW Kiel                 | 27                     |                        |    |          |          |       |
|  | THW Kiel                 | THW Kiel                 | 27                     |                        |    | THW Kiel | THW Kiel | 33    |
|  |                          |                          |                        |                        |    | THW Kiel | THW Kiel | 33    |
|  |                          |                          | SG Flensburg-Handewitt | SG Flensburg-Handewitt | 31 |          |          |       |
|  | SG Flensburg-Handewitt   | SG Flensburg-Handewitt   | SG Flensburg-Handewitt | SG Flensburg-Handewitt | 31 | 29       |          |       |
|  | SG Flensburg-Handewitt   | SG Flensburg-Handewitt   |                        |                        |    |          |          |       |
|  | TuS Nettelstedt-Lübbecke | TuS Nettelstedt-Lübbecke | 31                     |                        |    |          |          |       |
|  | TuS Nettelstedt-Lübbecke | TuS Nettelstedt-Lübbecke | 31                     |                        |    |          |          |       |
|  |                          |                          |                        |                        |    |          |          |       |